# Кодекс Тишендорфа III
Кодекс Тишендорфа III (лат. Codex Tischendorfianus III; условное обозначение: Λ или 039) — унциальный манускрипт IX века (возможно, VIII-го) на греческом языке, содержащий полный текст Евангелии от Луки и Евангелии от Иоанна, на 157 пергаментных листах (21 x 16,5 см). Рукопись получила название от имени своего открывателя.

## Особенности рукописи
Текст на листе расположен в двох колонках и 23 строки в колонке. Буквы малыя, ухарактеризованы к словянским. В конце Евангелии от Иоанна добавлен так называемый «иерусалимский колофон».
Рукопись была найдена Тишендорфом на востоке и привезена в 1853 годе.
Текст рукописи отражает византийский тип текста. Рукопись отнесена к V категории Аланда.
В настоящее время рукопись хранится в Бодлиайской библиотеке (Auctarium T. infr 1.1) в Оксфорде.